# Suomen Rakennusinsinöörien Liitto
Pour les articles homonymes, voir RIL.
L'association finlandaise des ingénieurs en génie civil (en finnois : Suomen Rakennusinsinöörien Liitto, sigle RIL) est une organisation finlandaise d'ingénieurs diplômés et d'étudiants travaillant dans la construction et l'immobilier,,.

## Organisation
L'organisation offre à ses membres une formation professionnelle continue, édite des guides et des publications professionnelles, decerne des prix pour des travaux remarquables, donne des recommandations et veille aux intérêts professionnels de ses membres.
L'association a été fondée en 1934.
Timo Kohtamäki est président du conseil d'administration de 12 membres de l'organisation depuis 2018. L'association emploie une vingtaine de personnes. Le siège de RIL est situé à Helsinki.
Les activités régionales sont divisées en trois ensembles régionaux : le sud-ouest de la Finlande, le Pirkanmaa et le nord de la Finlande.
Leurs sièges sont respectivement situés à Turku, Tampere et Oulu.

## Prix décernés par RIL
RIL décerne chaque année deux distinctions à des chantiers de construction importants.
Le prix RIL recompense le travail des ingénieurs civils et les résultats de leur travail à l'attention du grand public.
Avec le prix Pont de l'année, le groupe technologique Ponts et structures spéciales de RIL élève le niveau et la reconnaissance des compétences en construction de ponts dans notre pays.

### Prix RIL
RIL décerne chaque année le prix RIL (en finnois : RIL-palkinto) aux travaux de construction, au site ou au concept qui représente le mieux les compétences et le savoir-faire finlandais de haut niveau, de haute qualité et innovant en matière de génie civil. De plus, le travail ou le projet récompensé a favorisé la technologie de construction et le développement social les plus positifs du pays pendant la période du concours.
Lauréats du prix,,:
- Station d'épuration de Blominmäki (2022)[12]
- Aéroport d'Helsinki-Vantaa[13]  (2021)
- Stade olympique d'Helsinki rénovation (2020)
- Lighthouse Joensuu (2019)
- Musée Amos Rex (2018)[14]
- Inoroom-leikkaussalikonsepti (2017)
- Tunnel de Tampere (2016)
- Presidentinlinna rénovation (2015)[15]
- Centre polyvalent de Kastelli (2014)
- Immeuble de bureaux flottant à Katajanokka (2013)
- Auroran silta (2012)
- Maison de la musique d'Helsinki (2011)
- Kempeleen ekokylä (2010)
- Usine de traitement des eaux usées et usine de biogaz de Kakolanmäki (2009)
- Port de Vuosaari et organisation du trafic (2008)
- Système d'immeuble résidentiel économe en énergie MERA (2007)
- Oulun rakennusvalvonnan laatuprojektit (2006)
- Asunto Oy Arabian Kotiranta (2005)
- Joensuu Areena (2004)
- Jokerilinja (2003)
- Kiinteistö Oy St Erikin perustusten vahvistaminen (2002)
- Programme de simulation de trafic HUTSIM (2001)
- Palais Sibelius (2000)
- Galerie Kämp et Hôtel Kämp (1999)
- Suomenojan typenpoistolaitos (1998)
- Mairie de Porvoo, correction (1996)
- Pont de Tähtiniemi (1994)
- Karhunkorven betonitie (1992)
- Jätkänkynttilä (1990)
- Kaisaniemenkatu 1 (1988)
- Kostamus-projekti (1986)
- Palais des congrès de Bagdad (1984)
- Färjsundin silta (1981)
- Centrale nucléaire de Loviisa (1977)
- Mansikkakosken silta (1974)
- Kyläsaaren puhdistamo (1972)

### Pont de l'année
Le prix Pont de l'année  (en finnois : Vuoden silta) est décerné à un site qui représente l'expertise finlandaise en matière de conception et de construction de ponts de haut niveau et de haute qualité.
De plus, l'objet primé a apporté une visibilité positive au savoir-faire finlandais en matière de construction de ponts. En plus des nouveaux projets, des projets de réparation de ponts de première classe sont également pris en compte dans le concours.
Les Ponts de l'année:
- 2022 Atlantinsilta, Helsinki[17]
- 2021 Sudentassu, Vantaa[18]
- 2020 Vekaransalmen silta, Sulkava[19]
- 2019 Pont de Matinkartano, Espoo
- 2018 Heikinkadun alikulkusilta, Oulu
- 2017 Isoisänsilta, Helsinki
- 2016 Pont de Finnevik, Espoo
- 2015 Ylisoutajan silta, Joensuu[20]
- 2014 Kirjastosilta, Turku[21]
- 2013 Pont de Crusell[22]
- 2012 Haikulan silta, Nastola et Heinola
- 2011 Pont de Laukko, Tampere
- 2010 Viikinmäen kevyen liikenteen silta[23]
- 2009 Mikkelin satamasilta
- 2008 Keravan kaupunkisillat
- 2007 Aleksanterinkadun silta, Porvoo et Lukkarin silta, Pori
- 2006 Espoonportti
- 2005 Korkeasaaren silta
- 2004 Korian ratasillan korjaustyö
- 2003 Hollolan rataoikaisun sillat, Helsinki
- 2002 Matinkaari, Helsinki
- 2001 Tuomaansilta, Turku

## Galerie

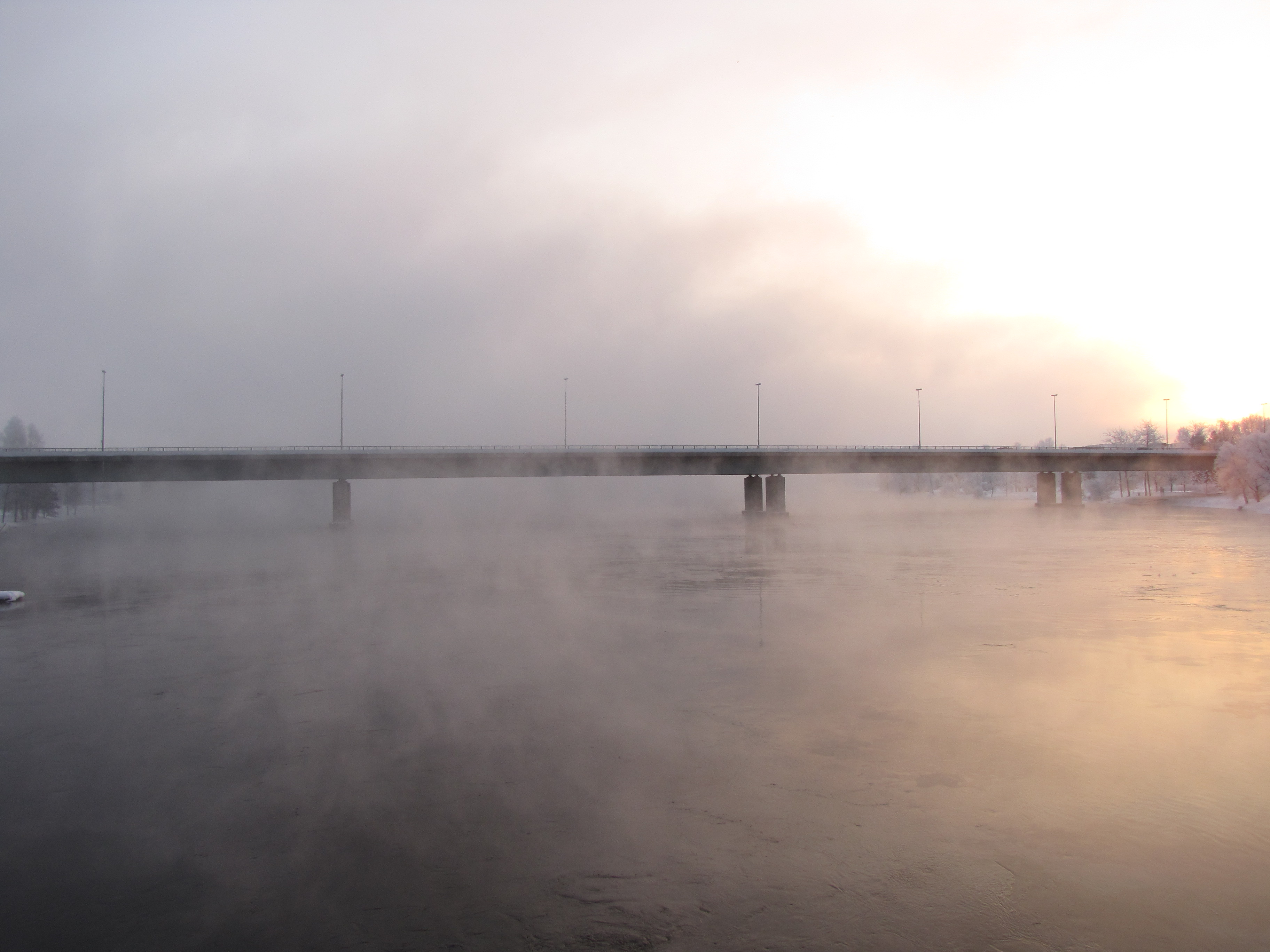
1974: Mansikkakosken silta
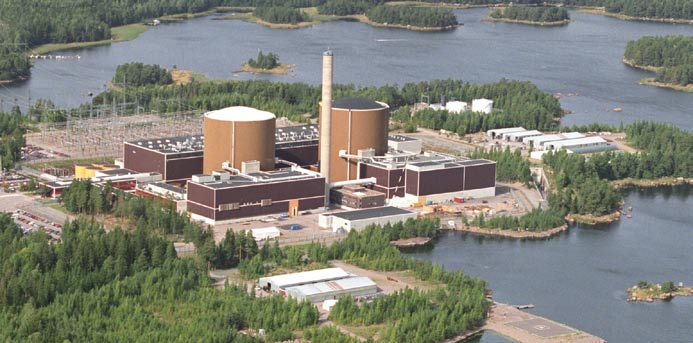
1977: Centrale nucléaire de Loviisa
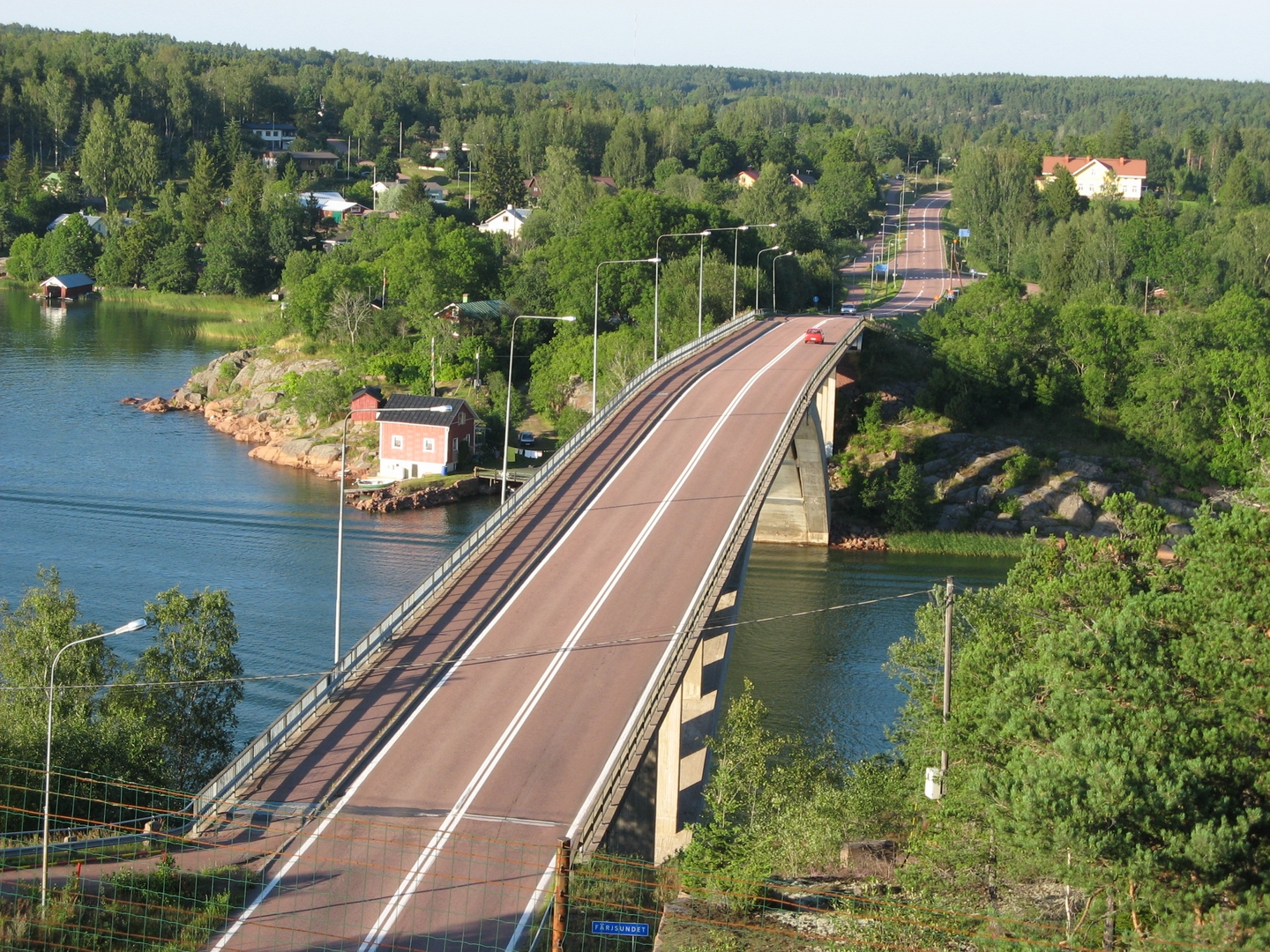
1981: Färjsundin silta
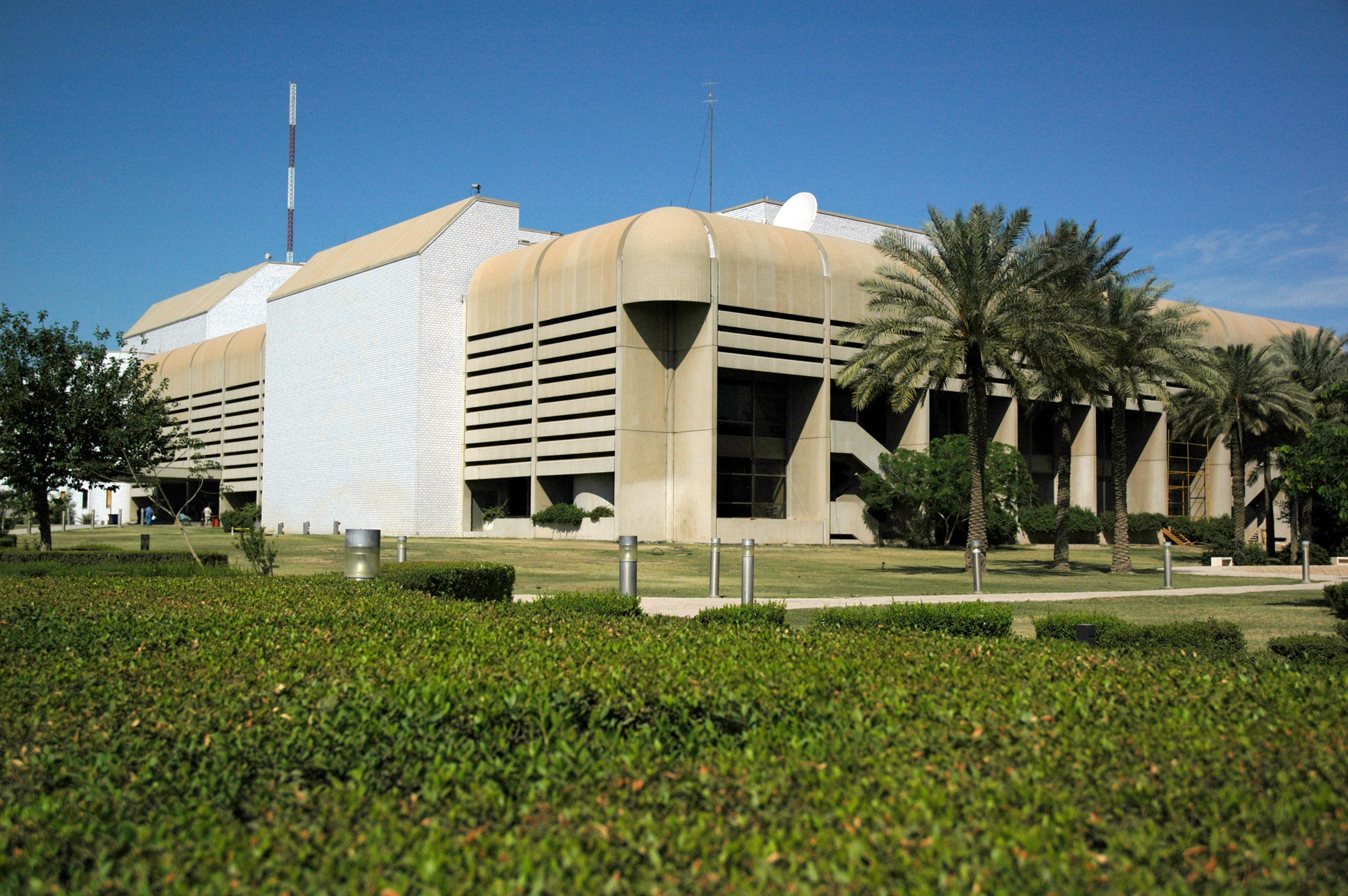
1984: Bagdadin kongressipalatsi
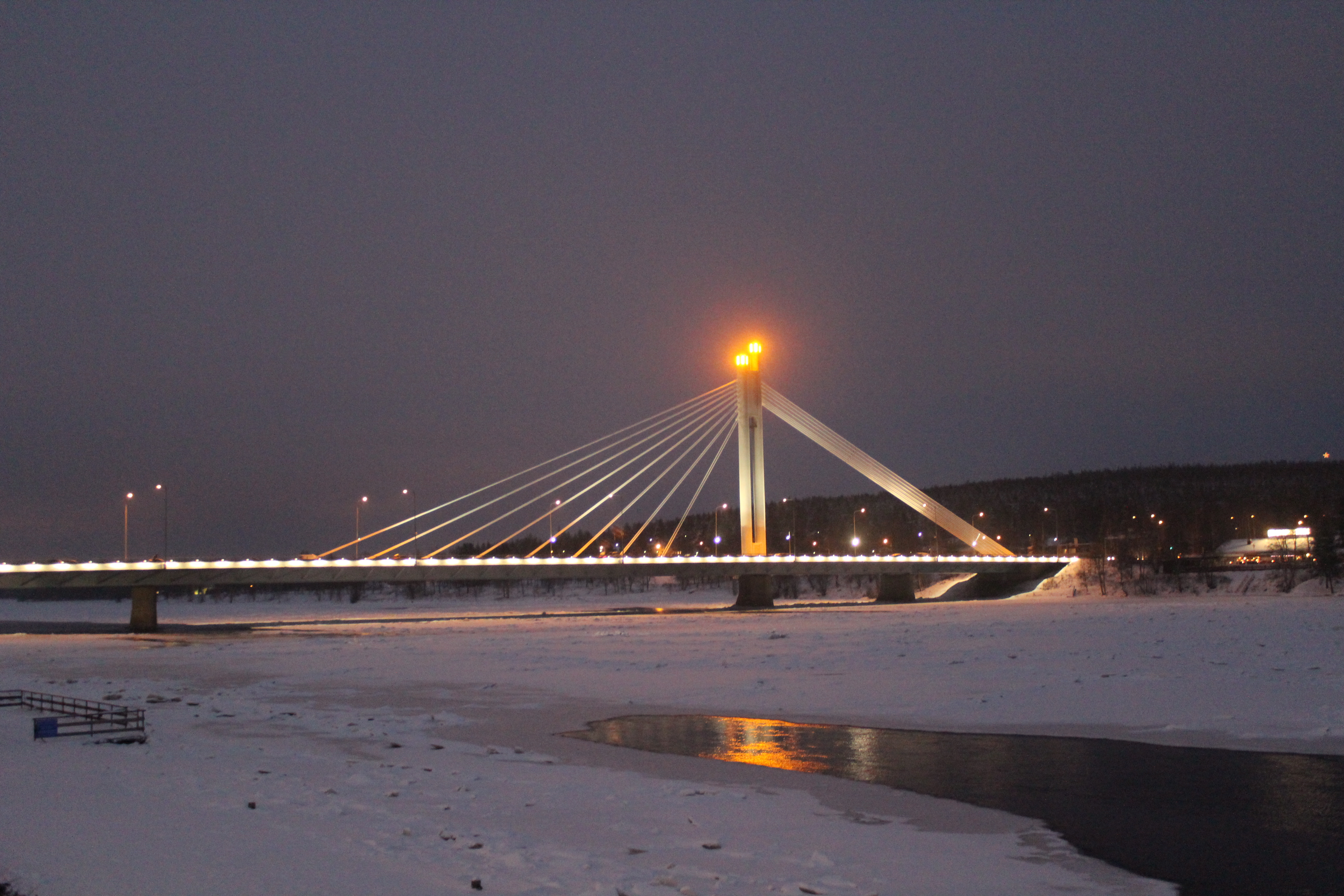
1990 Jätkänkynttilä
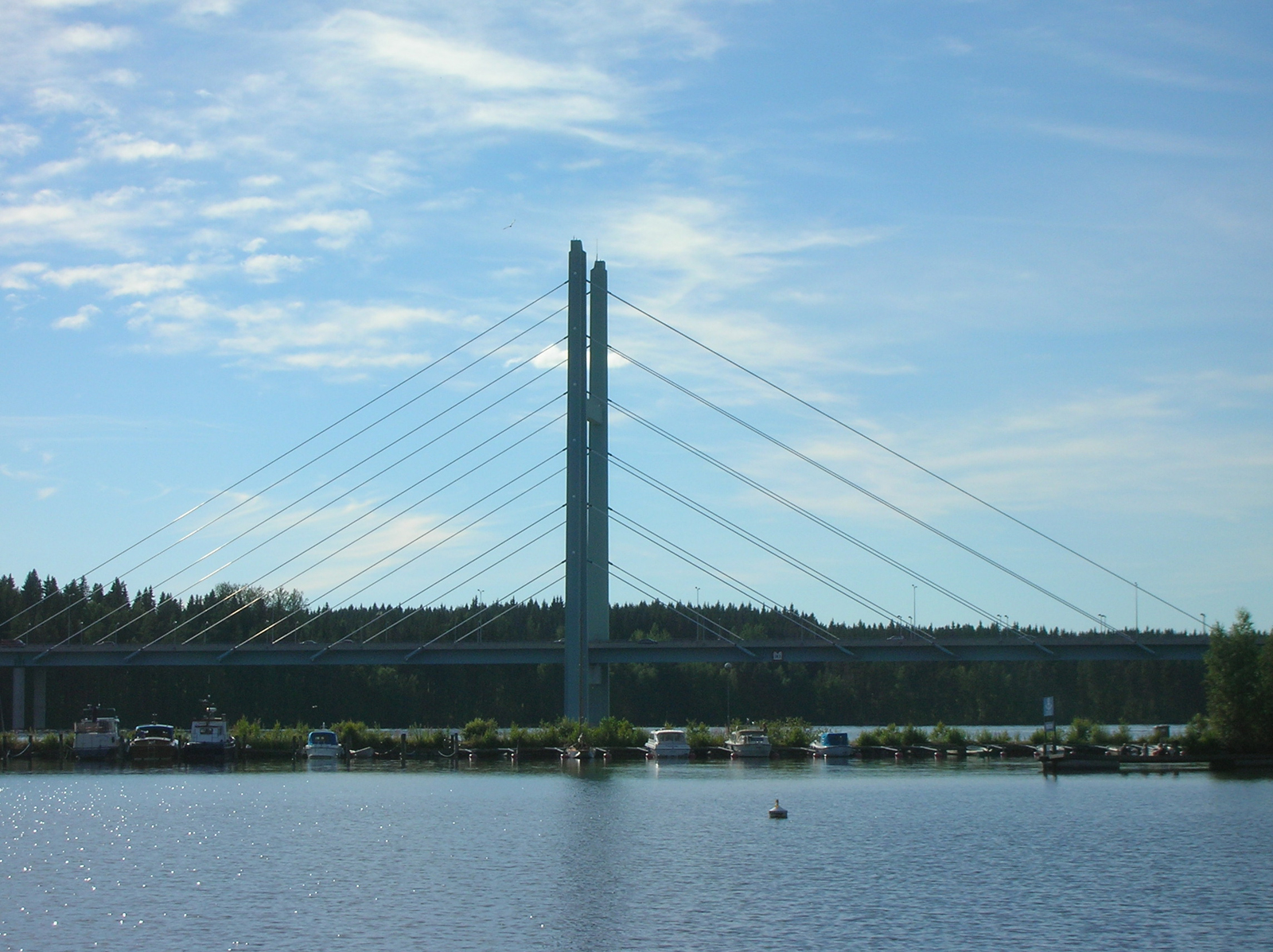
1994: Tähtiniemen silta
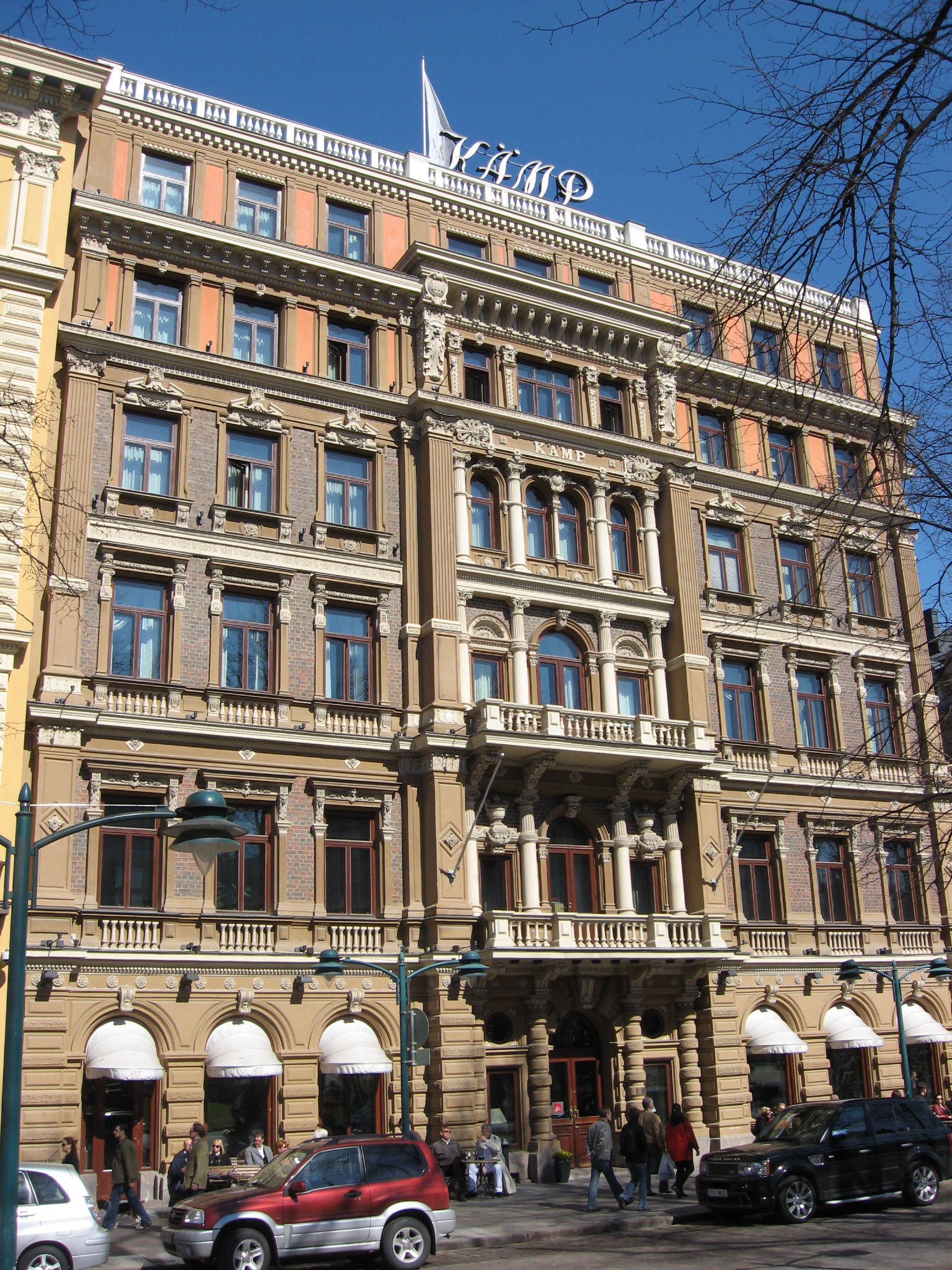
1999: Hôtel Kämp
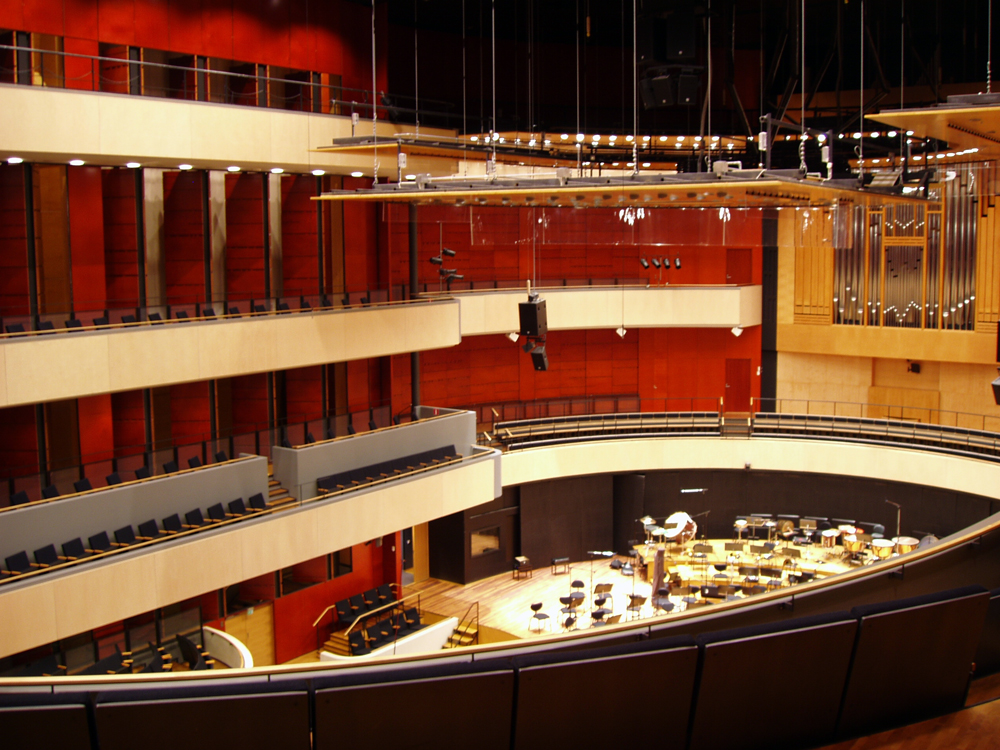
2000: Palais Sibelius
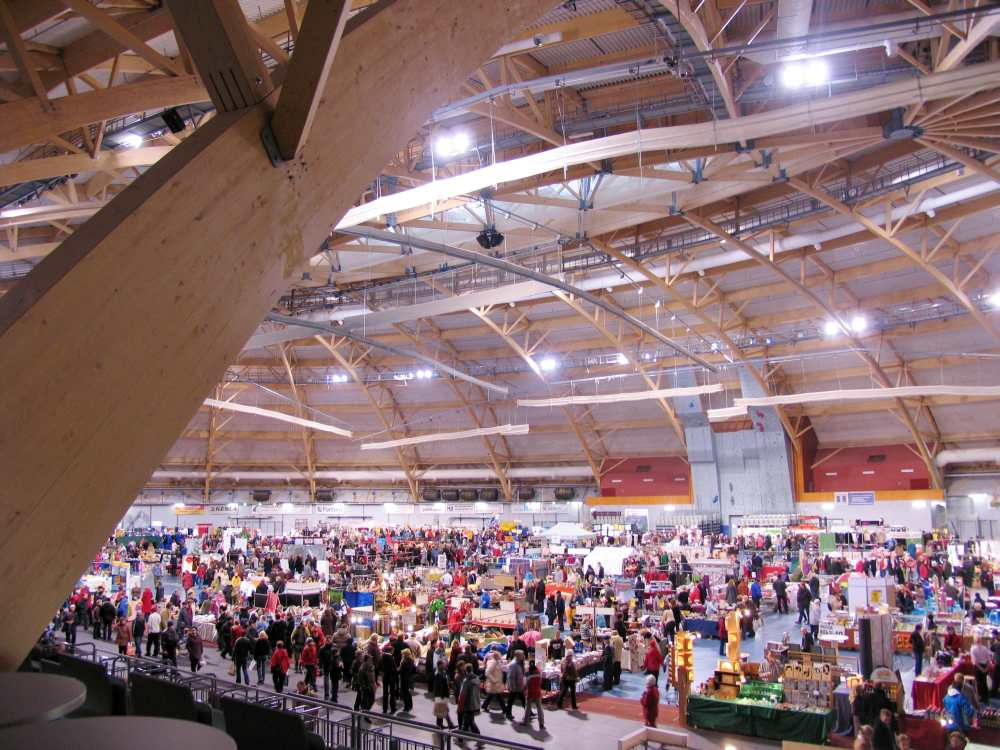
2004: Joensuu Areena
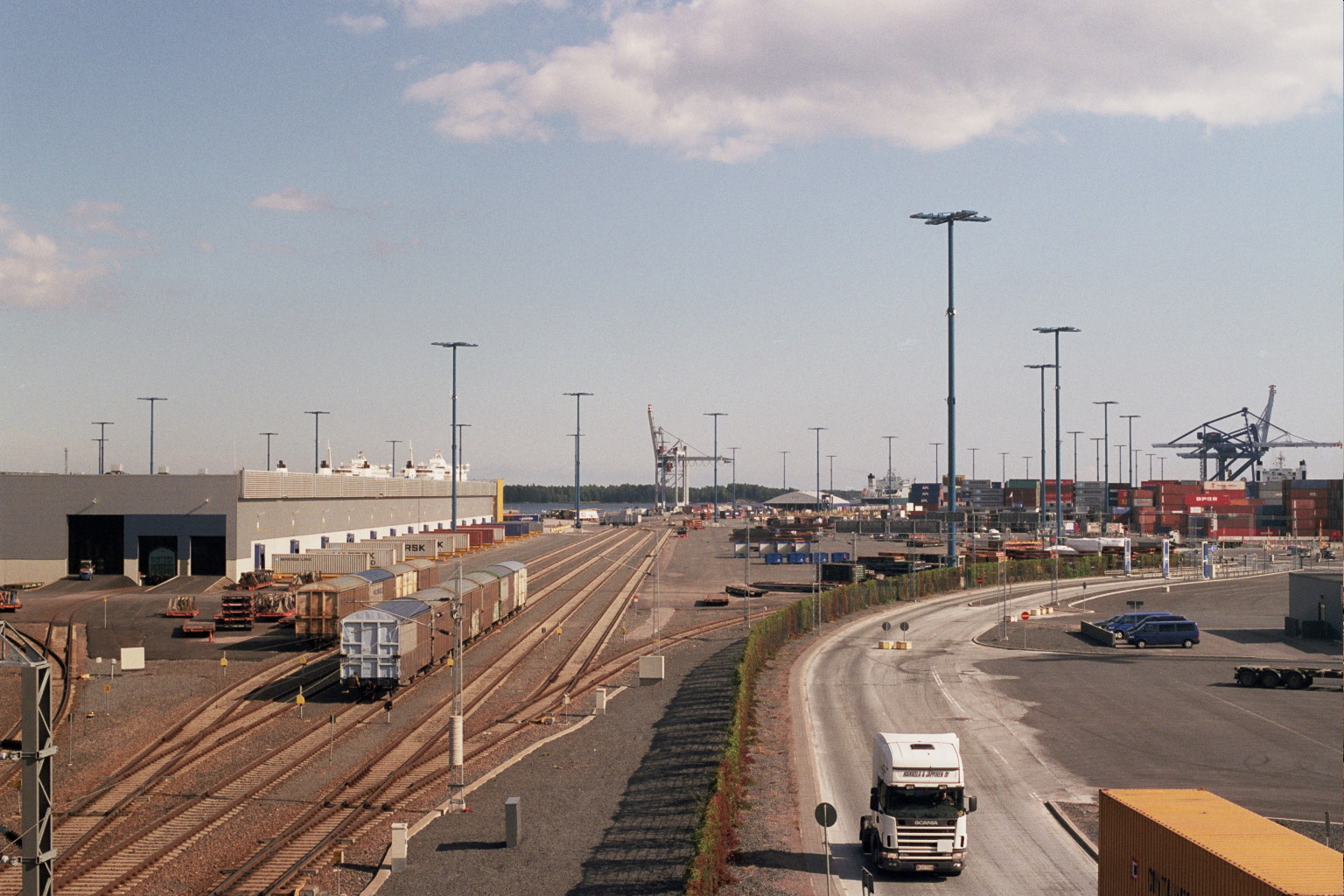
2008: Port de Vuosaari
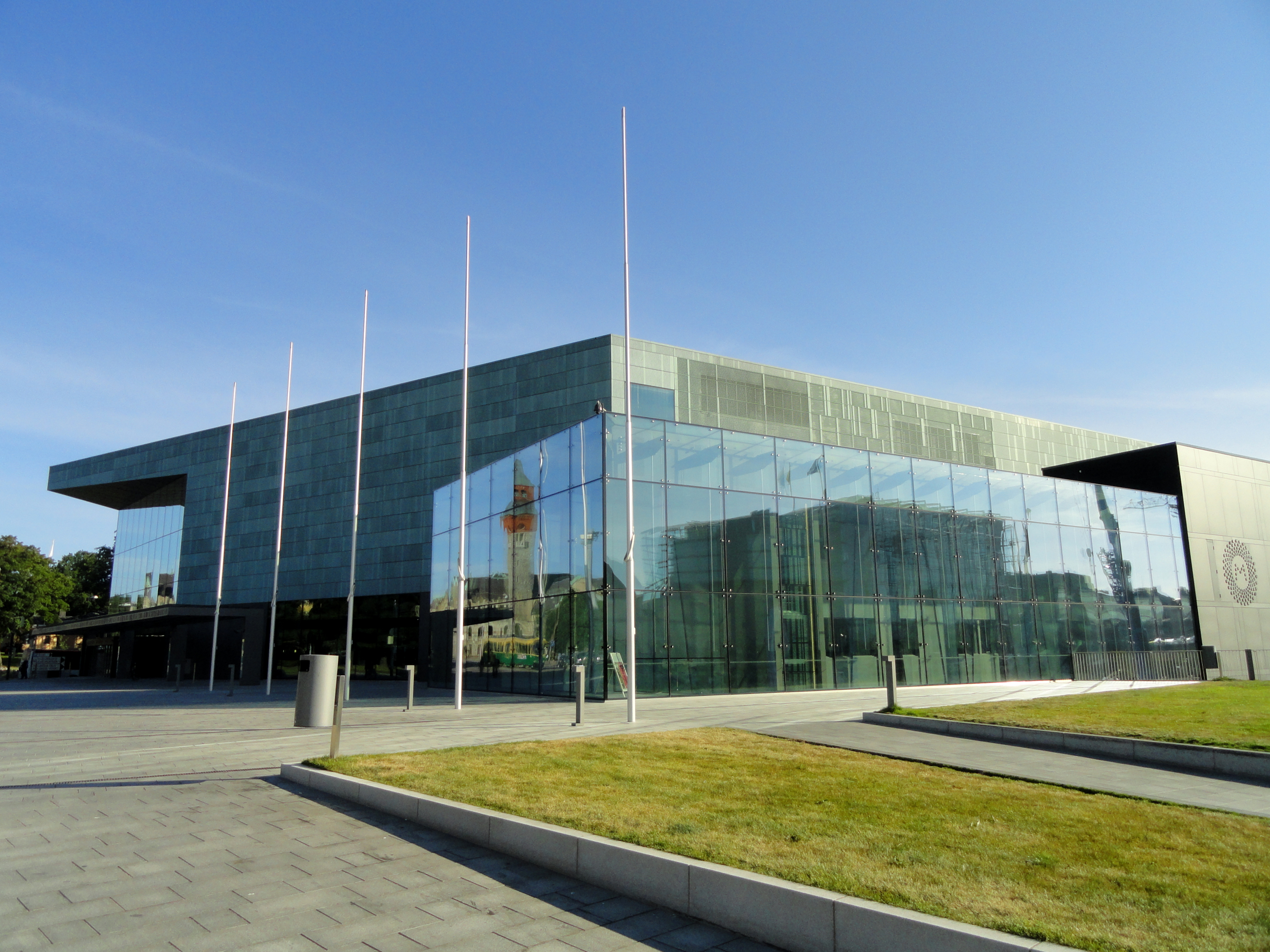
2011: Helsingin Musiikkitalo
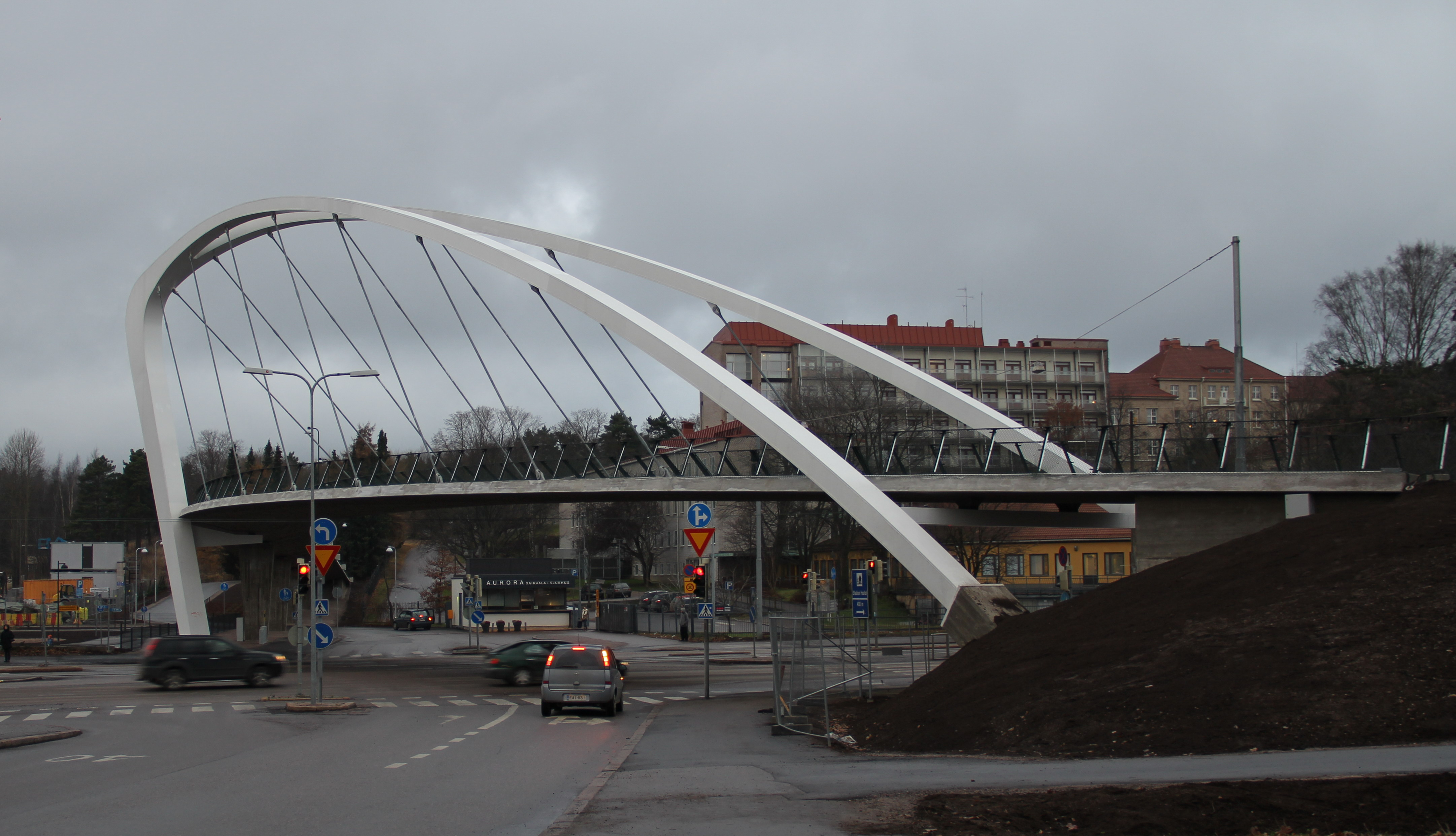
2012: Auroransilta
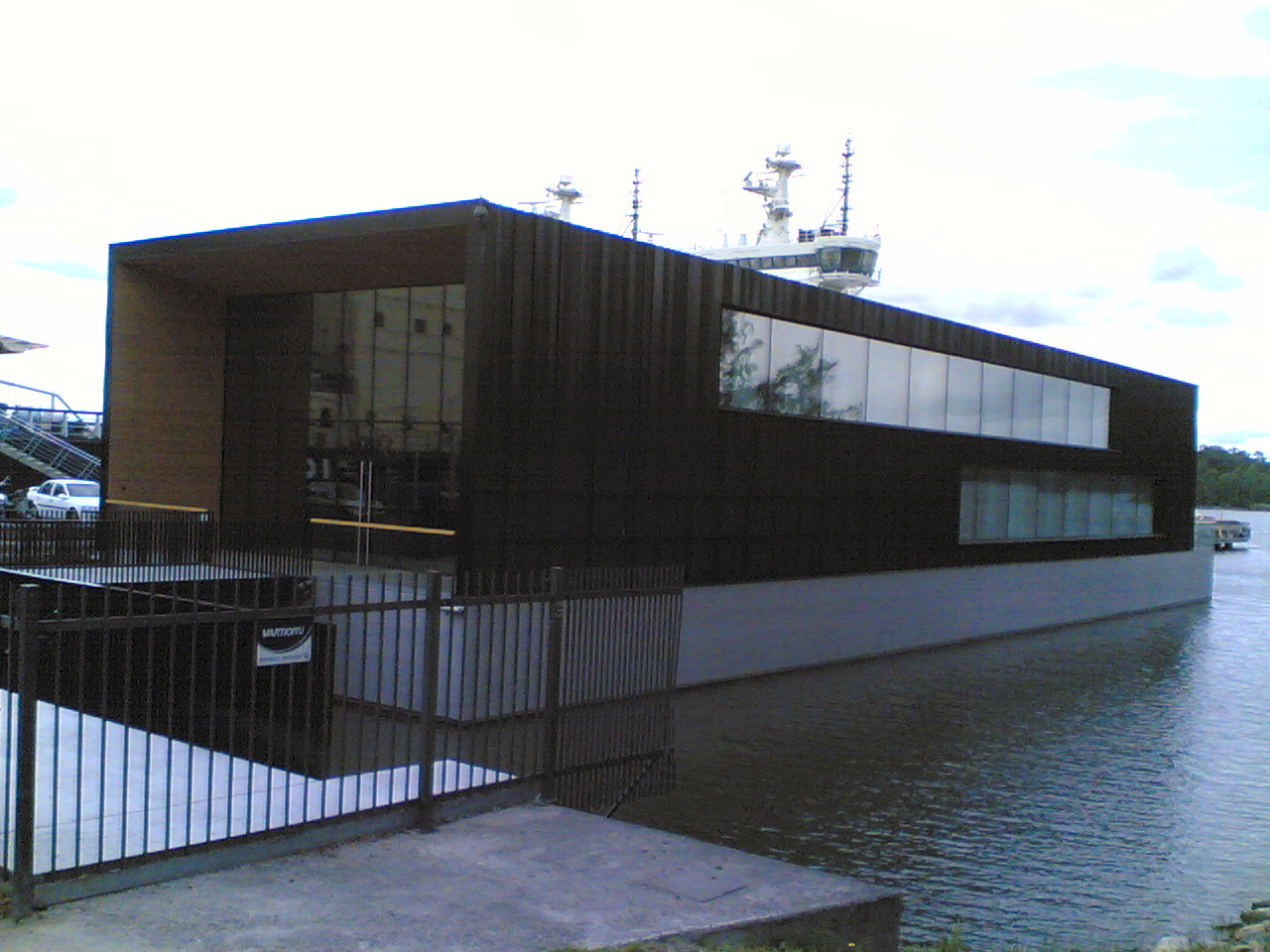
2013: Arctian kelluva toimistorakennus
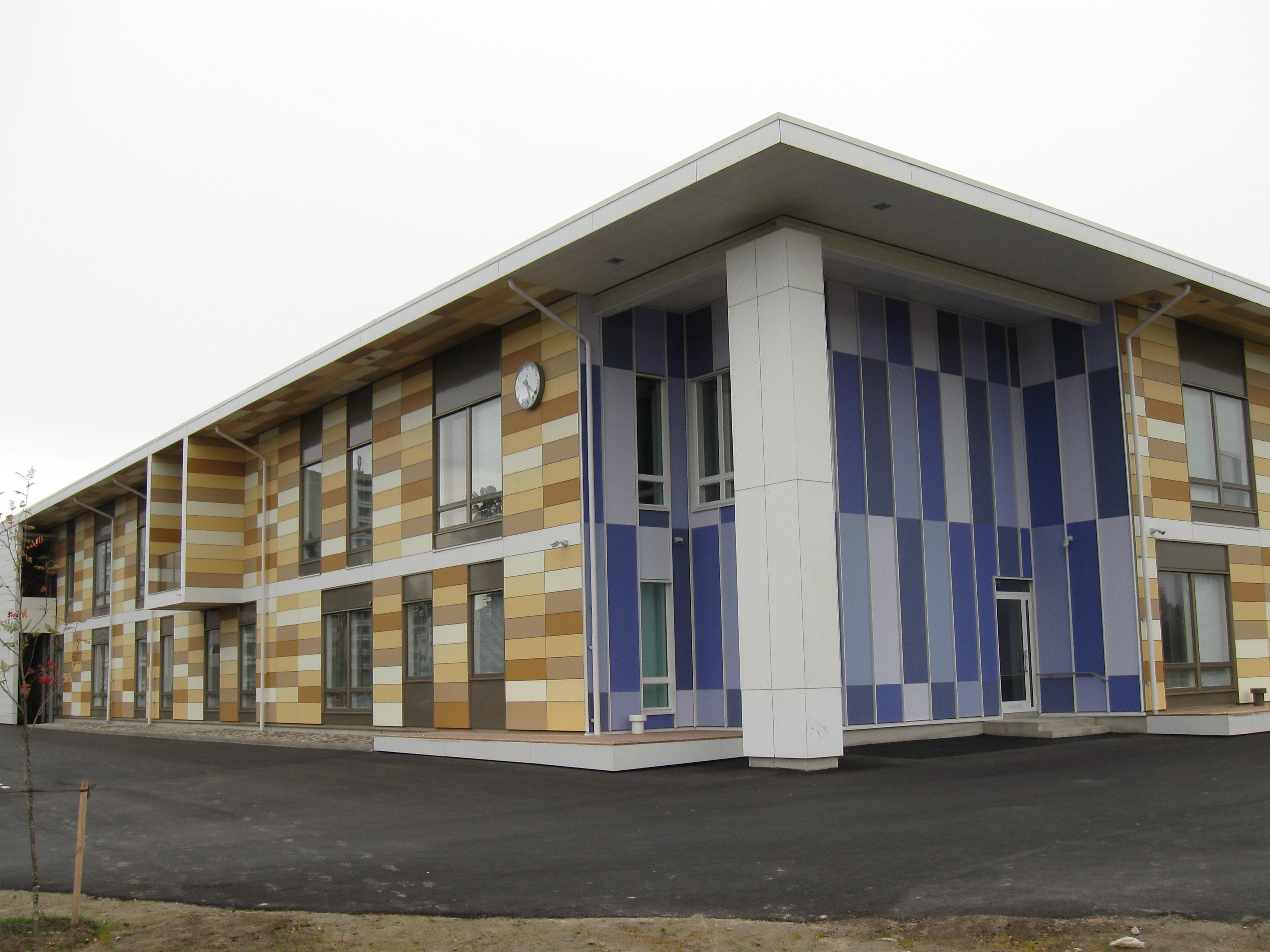
2014: Kastellin monitoimitalo
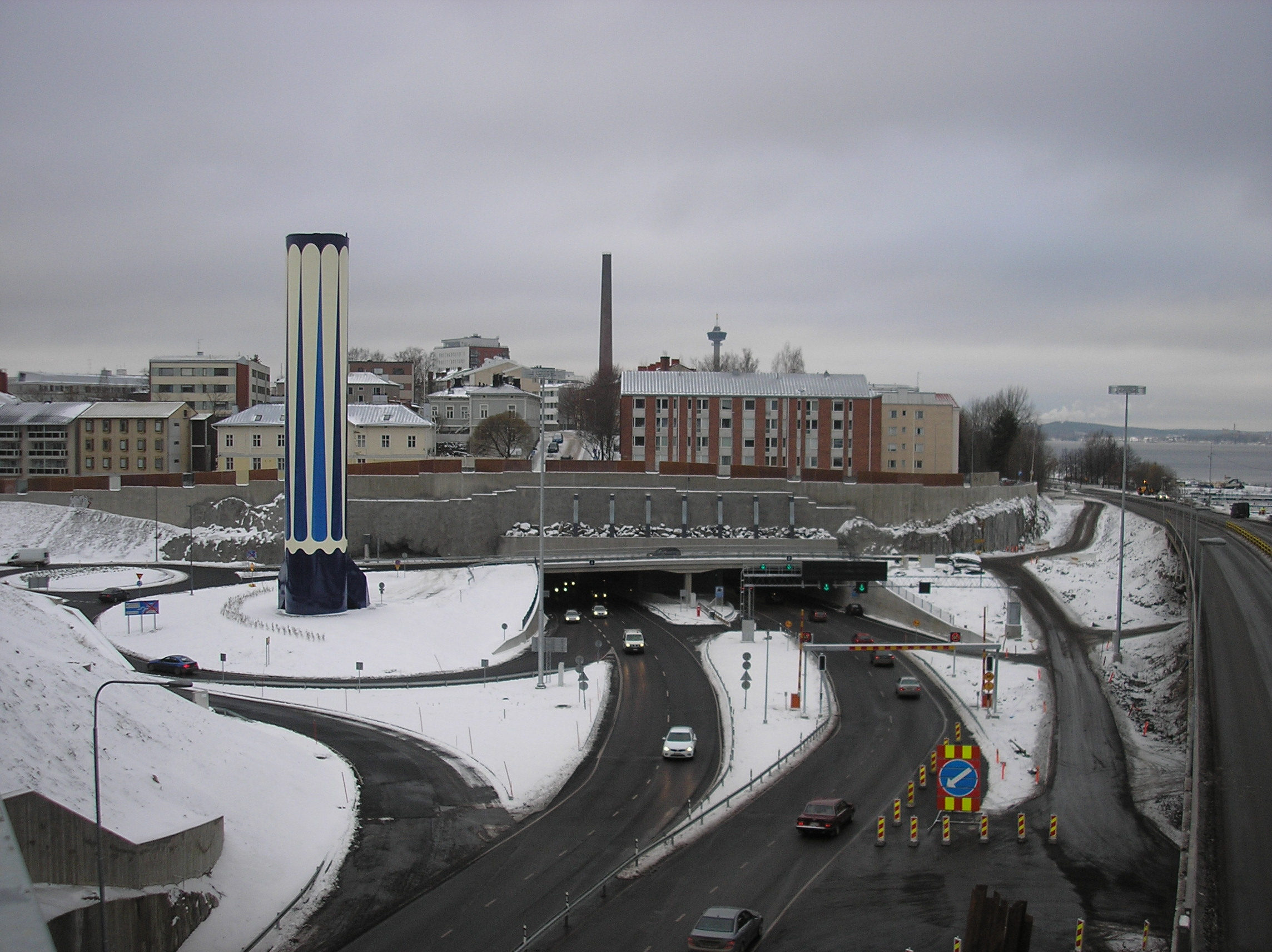
2016: Tampereen rantatunneli
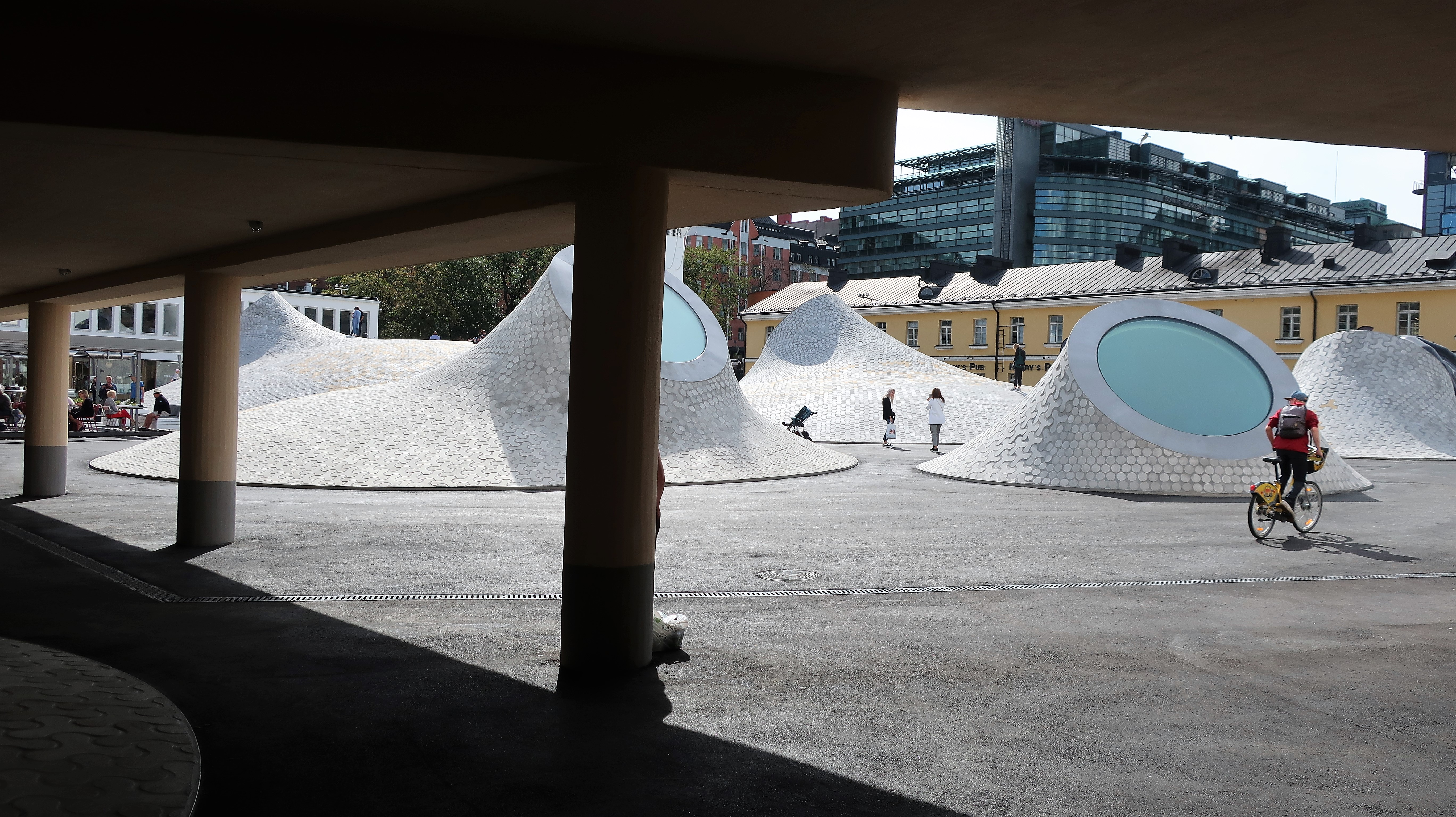
2018: Musée Amos Rex
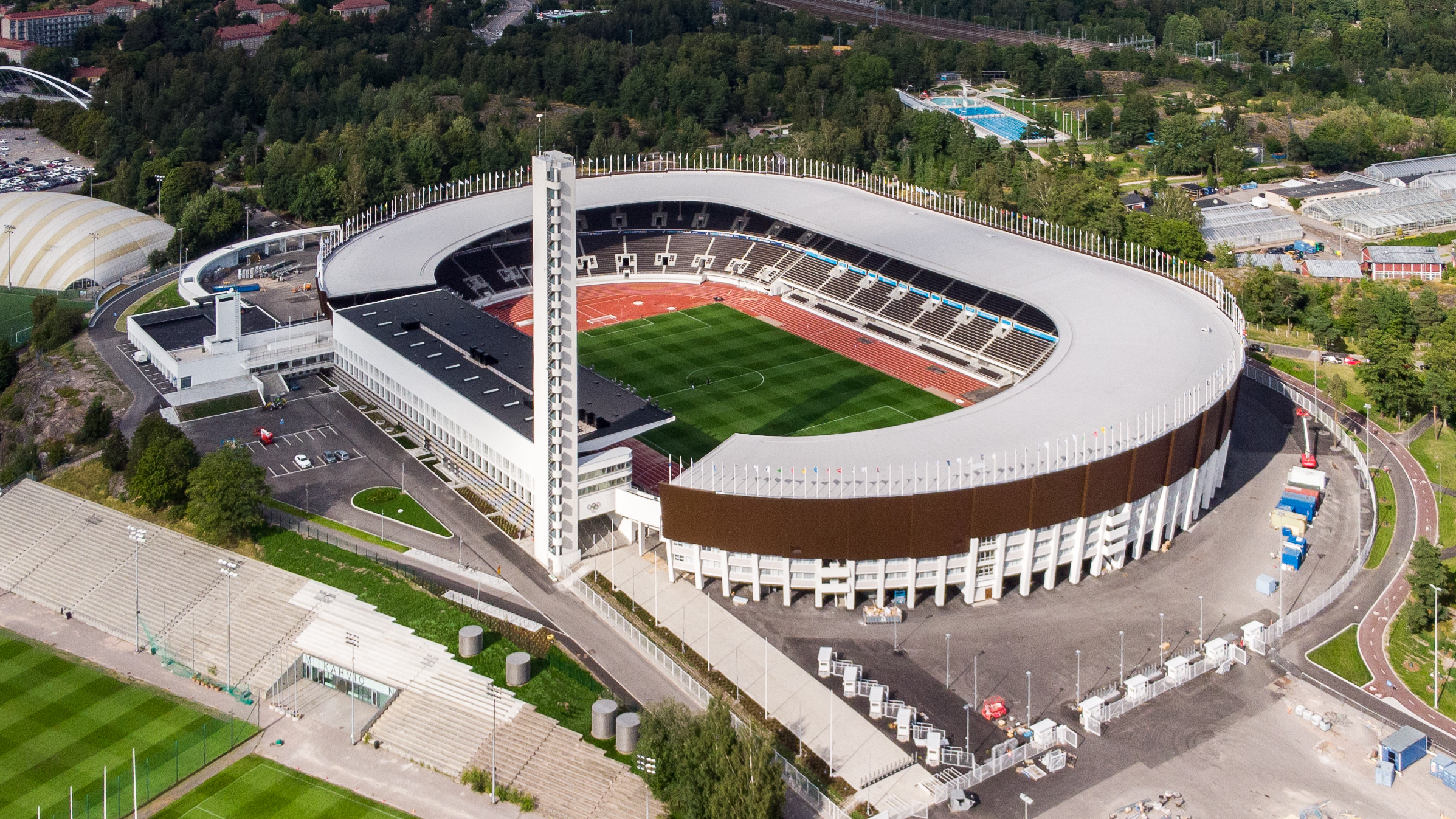
Stade olympique d'Helsinki